# Polyrhachis stylifera
Polyrhachis stylifera é uma espécie de formiga do gênero Polyrhachis, pertencente à subfamília Formicinae.